# 血紅扇頭蜱
血紅扇頭蜱（学名：Rhipicephalus sanguineus），又名黃狗蜱，为硬蜱科扇頭蜱屬下的一个种。本物種可攜帶巴倍蟲屬原蟲，會令狗隻染上牛蜱熱。